# Олимпийский комитет Республики Косово
Олимпийский комитет Республики Косово (алб. Komiteti Olimpik i Kosovës, серб. Олимпијски комитет Косова) — национальный олимпийский комитет, который представляет косовских атлетов в Международном олимпийском комитете. Основана в 1992 году, однако официально была признана МОК только в 2014 году.
Штаб-квартира комитета расположена в Приштине.

## История
Олимпийский комитет Косова был официально основан в 1992 году. Была создана рабочая комиссия во главе с представителями ООН, которая пыталась добиться разрешения на участие спортсменов на Олимпийских играх. По причине своего статуса косоварские атлеты не были допущены к участию под флагом Косова до своего признания в 2014 году. Таким образом косоварскому дзюдоисту, чемпиону мира Майлинде Кельменди пришлось выступать в составе сборной Албании на Олимпийских играх 2012 года. А косоварские сербы участвовали в составах сборных Сербии и Черногории и Сербии.
В октябре 2014 года МОК предварительно признали Олимпийский комитет Косова, а 9 декабря 2014 года предоставили право полного членства. К тому времени Косово не являлось ни членом, ни наблюдателем ООН, но было признано 108 из 193 государств-членов ООН в качестве суверенного государства. Косово впервые приняло участие в Олимпийских играх 2016 года в Рио-де-Жанейро, где завоевало одну золотую медаль.

## См.также
- Косово на Олимпийских играх